# XTRA

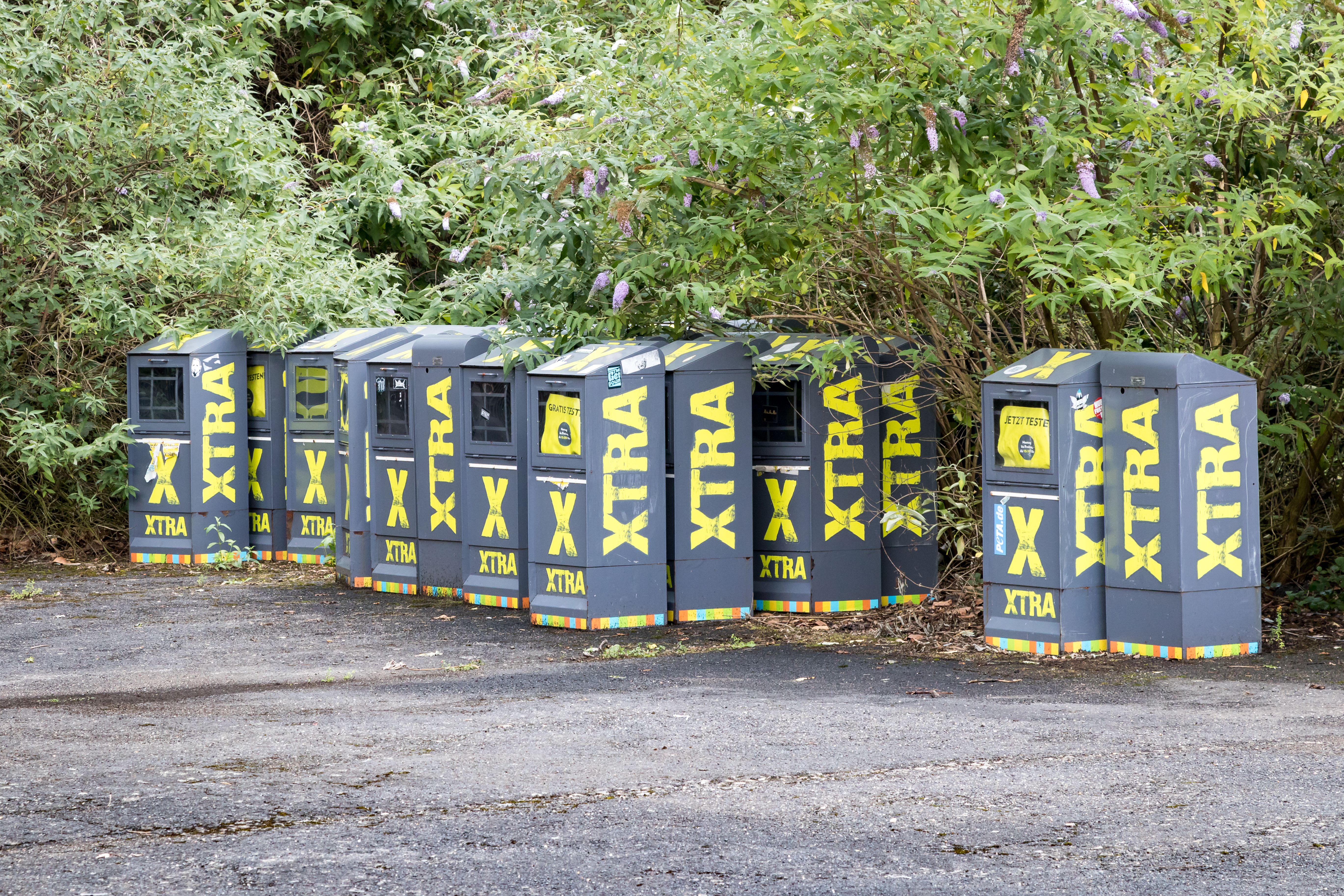
Ausrangierte Zeitungskästen von XTRA

Xtra (Eigenschreibweise: XTRA) war eine zwischen Oktober 2014 und März 2015 erscheinende Tageszeitung der Unternehmensgruppe M. DuMont Schauberg, die noch bis Juli 2015  als Wochenbeilage weitergeführt und dann eingestellt wurde. Sie richtete sich an junge Menschen und wurde während ihrer Erscheinungsdauer kostenlos verteilt.
Die erste Ausgabe der Zeitung erschien am 23. Oktober 2014 in einer Auflage von 40.000 Exemplaren. Mit einem Preis von 0,50 € ausgezeichnet und zunächst auch am Kiosk erhältlich, wurde sie von Anfang an kostenlos verteilt und in Zeitungskästen im Stadtgebiet ausgelegt. Die Zielgruppe waren junge Menschen zwischen 19 und 39 Jahren. Das durchschnittlich 28 Seiten starke Blatt erschien montags bis freitags um 15.30 Uhr. Es wurde von einer Redaktion zunächst unter Leitung von Christian Lorenz, später Corinna Kuhs mit Volontären und freien Mitarbeitern, angeschlossen an die Redaktion der Zeitung Express, erstellt.
Der vom Verlag als Projekt mit begleitender Marktforschung deklarierte Start der neuen Zeitung sollte die Zielgruppe mit Themen wie Mobilität, Sport, Digitales und Freizeit erreichen und für gedruckte Zeitungen begeistern. Die Umsetzung wurde von der Fachwelt eher kritisch begleitet, so bemerkte Marvin Schade von meedia.de: „Es ist schwer vorstellbar, dass die Jugend zu den bunten Zeitungskästen läuft, statt in der Hosentasche nach dem Smartphone zu greifen“.
In der Tat führte die Resonanz auf das Blatt im März 2015 zu einer Reduzierung des Vertriebs auf ein Wochenblatt-Format als Beilage. Auch diese wurde im Juli 2015 eingestellt, woraufhin XTRA als „mobile Event-Plattform sowie als App“ weiterleben sollte. Dieses Onlineangebot wurde zum Jahresende 2015 ebenfalls eingestellt, einzelne Elemente von XTRA sollten noch in die Zeitung Express übernommen werden. Zuletzt attestierte Georg Altrogge auf meedia.de dem Verlag ein „gescheitertes Experiment“, dem der „Zugang zu einer fremd gewordenen Zielgruppe und damit zur Zukunft“ versagt blieb.